# Onychocerus albitarsis
Onychocerus albitarsis är en skalbaggsart som beskrevs av Francis Polkinghorne Pascoe 1859. Onychocerus albitarsis ingår i släktet Onychocerus och familjen långhorningar. Inga underarter finns listade i Catalogue of Life.